# بریس گویار
بریس گویار (فرانسوی: Brice Guyart‎؛ زادهٔ ۱۵ مارس ۱۹۸۱) شمشیرباز سابق اهل فرانسه است.
وی در مسابقات کشوری و بین‌المللی در مجموع برندهٔ ۶ مدال طلا، ۴ مدال نقره، ۲ مدال برنز شده‌است.